# The Arts Educational School
The Arts Educational School, også kaldet Arts Ed, er én af de førende teaterskoler i England, beliggende i Chiswick, London. Skolen er delt op i en skuespillerafdeling og en musicalafdeling.
Skolens president er Andrew Lloyd Webber, der i 2011 donerede £3,5 millioner for at forbedre skolens faciliteter.

## Alumini
- Julie Andrews
- Samantha Barks
- Sarah Brightman
- Charlie Brooks
- Darcy Bussell
- Stacey Cadman
- Adam Cooper
- Maria Friedman
- Louise Gold
- Nigel Harman
- Finola Hughes
- Danyl Johnson
- Bonnie Langford
- Julie Lund
- Timm Mehrens
- Jane Seymour
- Paul Spicer
- Scarlett Strallen
- Louis Tamone
- Araba Walton
- Will Young
- Catherine Zeta-Jones
- Claire Forlani
- Stephanie Lawrence
- Michaela Strachan
- Edward Duke
- Hugo Speer

Danske elever
- Anna Neye Poulsen
- Lærke Winther Andersen
- Julie Lund.